# Duomo di San Nicola di Bari (Roccella Valdemone)
Il duomo di San Nicola Bari è il più grande luogo di culto e chiesa madre o matrice di Roccella Valdemone. Appartenente all'arcidiocesi di Messina-Lipari-Santa Lucia del Mela, vicariato di Valle dell'Alcantara sotto il patrocinio di Maria Santissima Assunta, arcipretura di Roccella Valdemone, parrocchia di San Nicola di Bari.

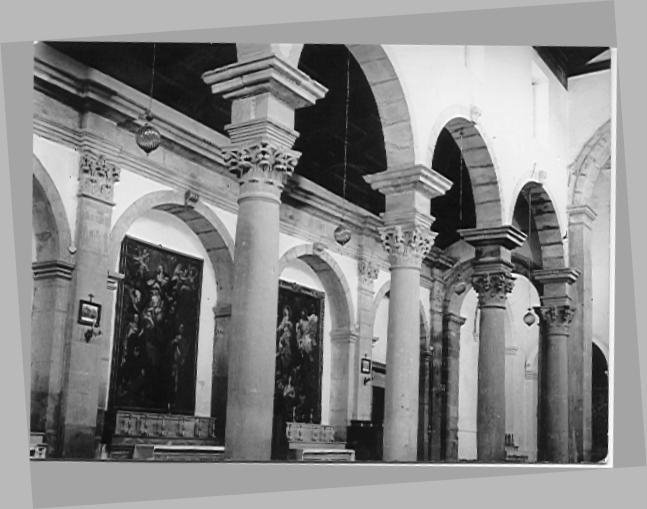
Navata destra con colonne monolitiche in pietra arenaria.

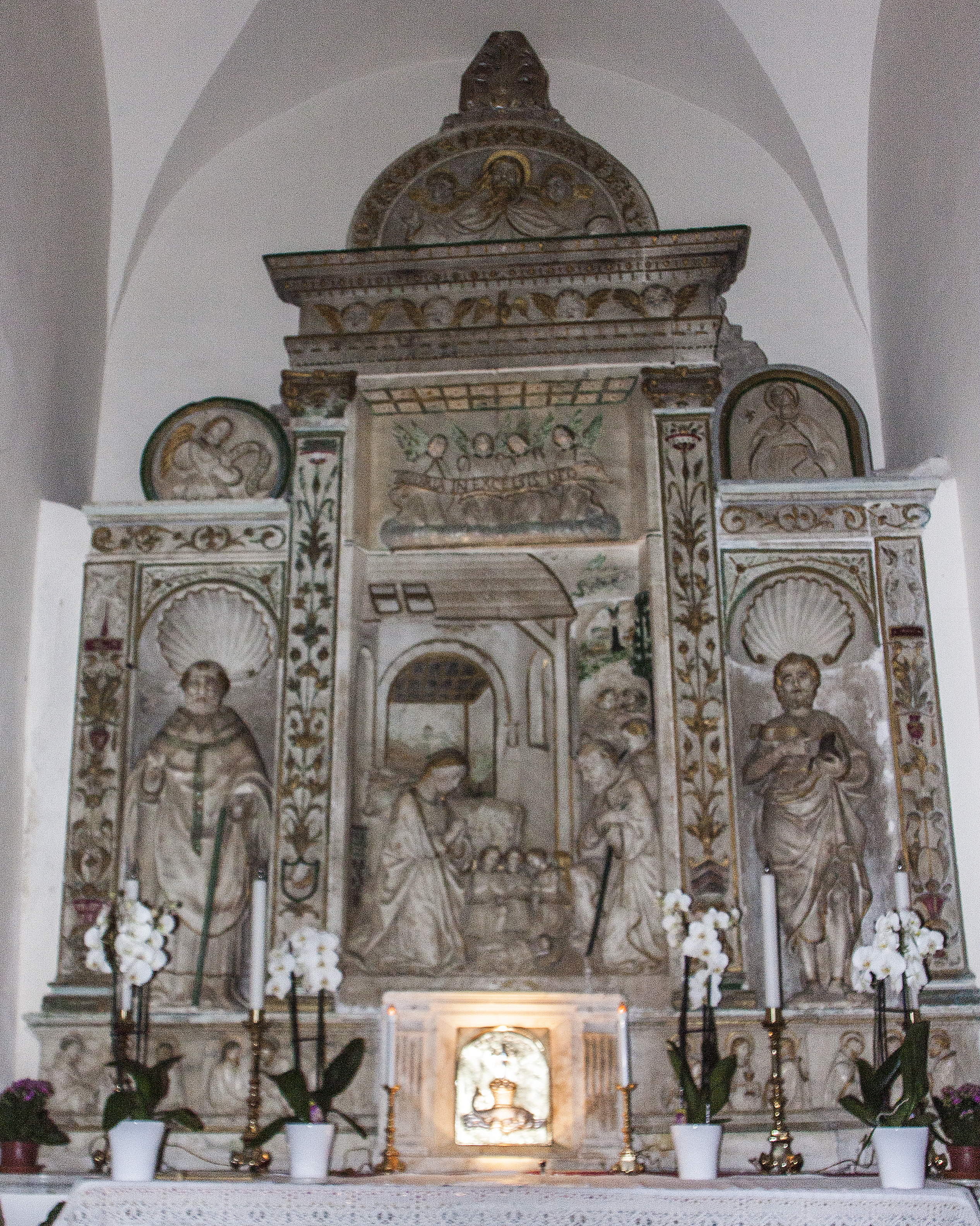
Custodia della Natività.

Particolare della Natività al centro dell'ancòna.

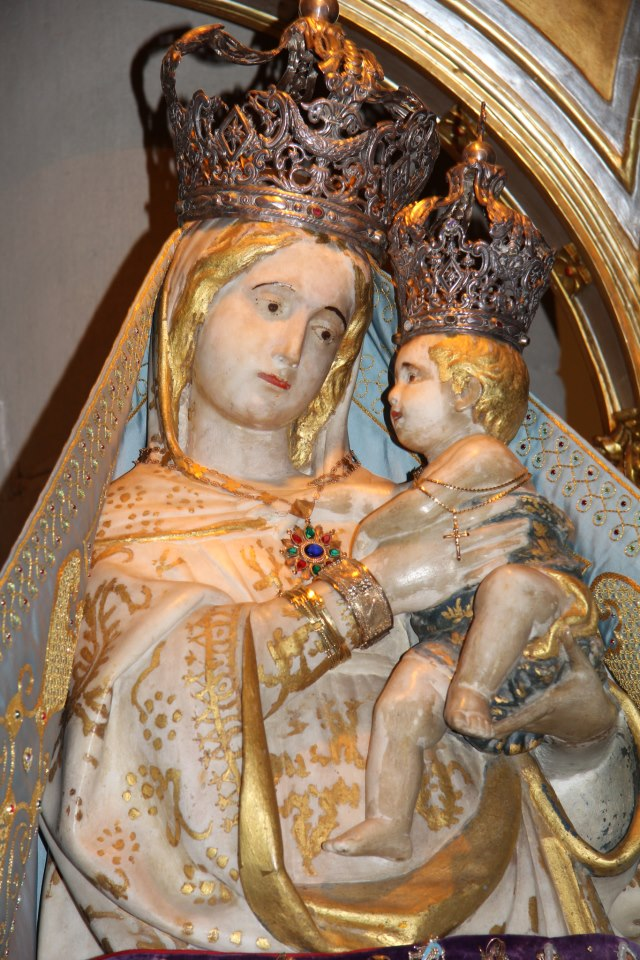
Beata Vergine Maria dell'Udienza.

## Storia

### Epoca normanno - sveva - angioina
Nella valle del torrente Pillera al passo di San Niccolò, tre chilometri dall'attuale nucleo abitato, sin dal 1112 esisteva il cenobio di San Nicolò di Pillera (anche Pallera), elencato come uno dei trentotto monasteri dipendenti dall'Archimandritato del Santissimo Salvatore di Messina. Istituzione verosimilmente preesistente già in epoca bizantina, prime fonti scritte risalenti all'epoca normanna: Papa Alessandro elargiva per privilegio del 1175 concessioni al Mater Monasterii Messanensis Sanctissimi Salvatoris di «Lingua Phari».
In epoca araba la locale comunità cristiana, per poter liberamente professare la propria fede era costretta a versare una tassa denominata Gesia (ğizya) secondo le prescrizioni del Corano.
Un secondo luogo di culto col medesimo titolo e dedica fu edificato nel centro abitato in epoca successiva in prossimità della fortificazione o castello baronale. Nel 1296 Damiano Spatafora, milite di Federico III d'Aragona, per congrue disponibilità economiche fu insignito del titolo di signore, barone di Roccella. Nel 1302 per volontà della regina Eleonora d'Angiò la Chiesa di Roccella confluiva nell'arcipresbiteriato di Castiglione.

### Epoca spagnola
Con la cessazione della Camera Reginale nel 1537, l'arcipretura fu dipendente dal vescovo della diocesi di Messina.
Regnante Carlo V d'Asburgo, sulla chiesa di Santa Maria dell'Udienza, chiesa del Carmine, chiesa di San Sebastiano, chiesa di Santa Maria dell'Itria, chiesa di San Michele, il tempio di San Nicola aveva supremazia su tutte, vantava il titolo di parrocchiale e chiesa arcipretale ( 'a matrici).
L'edificio ubicato nella piazza principale fu ricostruito e perfezionato nelle forme attuali nel 1625.

### Epoca contemporanea
Eliminazione di dieci altari dalle navate laterali e la sostituzione dei vetri delle finestre laterali e di quelle dell'abside.

## Facciata
La facciata prospetta su piazza Duomo costituita da un contenuto sagrato ad arco delimitato da semi pilastri e ringhiere, e ampio slargo laterale a meridione. Ad occidente quattro paraste in conci ripartiscono il prospetto in tre riquadri, ciascuno comprende un portale sormontato da finestra, la partizione centrale è chiusa in prospettiva da frontone con ornamento apicale. I varchi d'accesso minori presentano timpani ad arco spezzato con semiarco intermedio, quello centrale un ricco architrave con volute e stele intermedia, delimitato da colonne poste su alti plinti con fusto inferiore arabescato, e scanalature lungo il corpo superiore. La finestra presenta una cornice con animate decorazioni e volute ornamentali.
Il campanile presenta paraste convesse (cantonali in conci), è suddiviso in tre ordini in pietra viva con finestre sulla parte anteriore, una cella campanaria sommitale con bifore disposte sui quattro lati, orologio a quadrante al terzo ordine esposto a mezzogiorno, cuspide ottagonale e pinnacoli angolari, ad imitazione dello stile normanno, alla stessa stregua di moltissime torri campanarie della provincia e del capoluogo.

## Interno
L'interno è di stile romanico: tre navate con transetto, tre absidi rettangolari, soffitto ligneo. L'aula ripartita da dodici colonne, di cui otto monolitiche in pietra arenaria e quattro in blocchi sovrapposti di pietra calcarea. Le colonne sono sormontate da capitelli corinzi, ricche di foglie di acanto e figure allegoriche. Sulle colonne poggiano degli archi a tutto sesto in arenaria, altrettanti archi caratterizzano gli ambienti laterali delle singole campate. 

### Navata destra
Otto pregevoli tele di ignoti autori (XVII e XVIII secolo) impreziosiscono le navate laterali: San Pasquale Baylon, Gloria della Compagnia di Gesù, Santi Cosma e Damiano, Angelo Custode, Annunciazione dell'Angelo a Maria Vergine, Anime del Purgatorio, Maria Porta Coeli. 
- Prima campata: dipinto.
- Seconda campata: dipinto raffigurante la Beata Vergine Maria Porta Coeli.
- Terza campata: varco d'accesso, uscita laterale destra su piazza Duomo, caratterizzato da magnifico portalino rivolto a sud.
- Quarta campata: dipinto raffigurante le Anime del Purgatorio.
  - Pulpito in legno scolpito con cupolino.
- Quinta campata: dipinto.

### Navata sinistra
- Prima campata: dipinto raffigurante San Pasquale Baylon.
- Seconda campata: dipinto raffigurante Gloria della Compagnia di Gesù.
- Terza campata: dipinto raffigurante i Santi Cosma e Damiano.
- Quarta campata: dipinto raffigurante l'Angelo Custode.
- Quinta campata: varco.

### Transetto
- Braccio destro: dipinto raffigurante il Battesimo di Gesù nel fiume Giordano.
- Braccio sinistro.

### Absidi
- Absidiola sinistra: Cappella del Santissimo Sacramento.[9] Nell'ambiente è custodita una ancòna marmorea ( 'còna o custodia) raffigurante la Natività di Gesù sormontata da riquadro con angeli osannanti e glorificanti con iscrizione latina, ai lati le statue di San Giovanni Battista e San Nicolò di Bari, sulle nicchie laterali due medaglioni raffiguranti la scena dell'Annunciazione ripartita in due episodi: l'Angelo Annunciante e la Vergine Annunciata. L'opera commissionata da Giovanni Michele Spadafora, barone di Roccella, nel 1526 ad Antonello Gagini,[10] fu eseguita in gran parte dallo stesso artista, ma venne completata dal figlio Giacomo con la collaborazione di Vincenzo, e consegnata a Roccella nell'aprile del 1540. Nella lunetta è raffigurato Dio Padre Onnipotente fra angeli osannanti, nella predella i dodici Apostoli, nel centro è collocato il ciborio fra ornamenti, decorazioni, cherubini, fasce con rilievi a candelabra.
- Absidiola sinistra: Cappella del Santissimo Crocifisso. Nell'ambiente è custodito il Crocifisso ligneo risalente al XVII secolo, ricollocato su una nuova croce in legno di rovere.

Presbiterio sopraelevato, arco absidale con Crocifisso, organo.

## Feste religiose
- 14 e 15 agosto, Festa dell'Assunta.[2] La statua raffigurante la Vergine Maria col Bambino (Madonna dell'Udienza)[11] è portata a spalla con una rudimentale portantina (fercolo) denominata û baiardu. Il 15 agosto la sacra immagine è processionata per le vie principali del paese fino alla chiesa del Carmine.

## Galleria d'immagini

San Pasquale Baylon
Gloria della Compagnia di Gesù
Santi Cosimo e Damiano
Angelo Custode
Battesimo di Gesù nel fiume Giordano
Annunciazione dell'Angelo a Maria Vergine
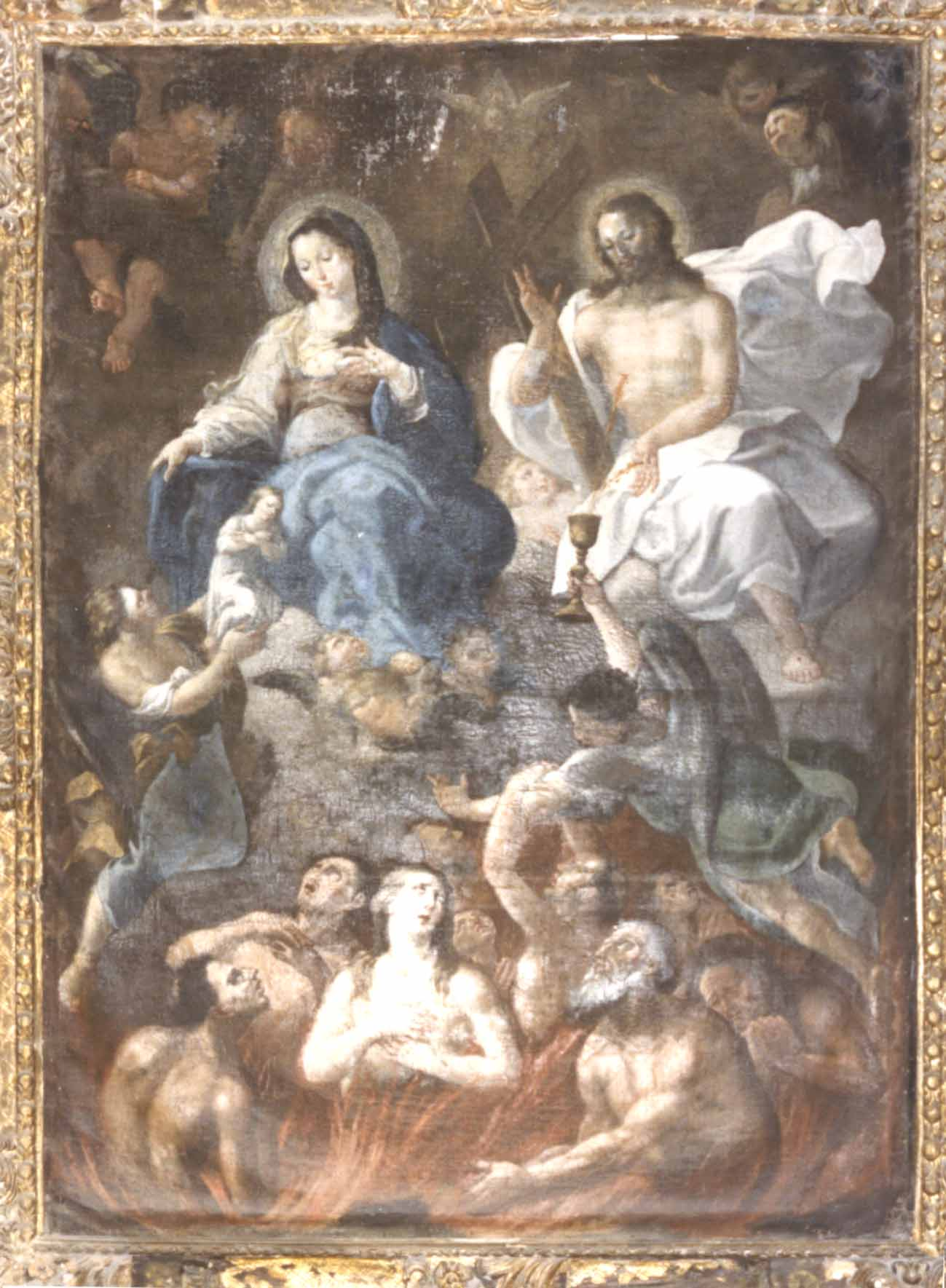
Anime del Purgatorio
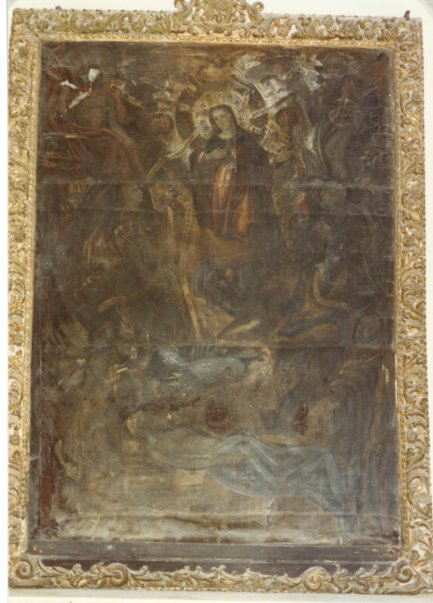
Beata Vergine Maria Porta Coeli